# Seychellerna
Seychellerna, formellt Republiken Seychellerna, är en stat i västra Indiska oceanen, utanför Afrikas östkust och norr om Madagaskar, bestående av 115 öar. Huvudstaden heter Victoria och är belägen på huvudön Mahé. De centrala öarna Mahé, Silhouette, Praslin och La Digue med flera är alla bergiga granitöar. De yttre öarna  höjer sig endast ett fåtal meter över havsytan och består av korall. Ögruppen har ett tropiskt klimat med utpräglad oceanisk karaktär.
Landet blev självständigt 1976. Presidenten är både stats- och regeringschef och har stor makt. Landets ekonomi domineras av turismen sedan den internationella flygplatsen öppnades 1971. En annan inkomstkälla är  export av kokosnötter, kanel, vanilj och fisk. Seychellerna är beroende av att importera livsmedel då den odlingsbara ytan är liten.

## Historia
Handelsmän från Persiska viken kände till Seychellernas existens långt innan Vasco da Gama siktade de obebodda öarna 1502. 1609 landsteg en expedition från det brittiska ostindiska kompaniet. Frankrike annekterade öarna 1756 och namngav ögruppen efter den franske finansministern Jean Moreau de Séchelles. Öarna började koloniseras omkring 1770 av franska plantageägare och deras slavar. 1794 ockuperade Storbritannien Seychellerna, som tillföll Storbritannien genom Parisfördraget 1814.
Seychellerna blev självständigt 1976 med James Mancham som president. 1977 genomfördes en statskupp av 60 oppositionella, som fått militär utbildning i Tanzania, och Mancham avsattes. 1979 blev Seychellerna en socialistisk enpartistat under presidenten och premiärministern France-Albert René.  Förändringen var inte populär  och flera kuppförsök gjordes, det allvarligaste 1981 med sydafrikanska legosoldater. Ett flerpartisystem, och marknadsekonomi, infördes 1993. France-Albert René återvaldes 2001. Vicepresidenten James Michel tog över presidentmakten 2004 när France-Albert René avgick. Sent 2004 drabbades öriket av en tsunami som allvarligt skadade öarna och ekonomin. James Michel vann presidentvalet 2006 med liten marginal.

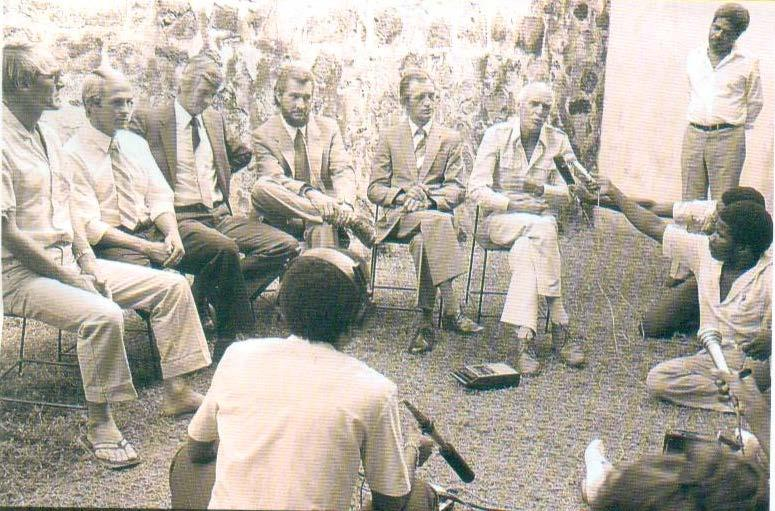
Sydafrikanska legosoldater från kuppförsöket 1981
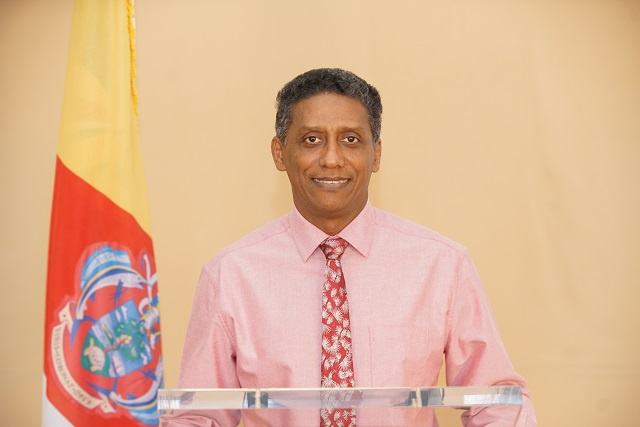
Danny Faure, president 2016–2020

Det tidigare statsbärande partiet Parti Lepep fick egen majoritet i all parlamentsval fram till 2011. De viktigaste oppositionspartierna bojkottades valet 2011 och anklagade regeringen för valfusk i samband med presidentvalet där Parti Lepeps kandidat James Michel vann. 2016 förändrades konstitutionen så en president endast kan sitta två perioder och Parti Lepep förlorade sin majoritet i folkförsamlingen för första gången. Samma år avgick James Michel varvid den dåvarande vicepresidenten Danny Faure tillträdde som president.
Båda turismen och fisknäringen har drabbats av somaliska pirater. 2010 ingick Seychellerna ett avtal med EU som möjliggör åtal mot misstänkta pirater och samma år avkunnades de första domarna.
Den 26 oktober 2020 Seychellernas oppositionskandidat Wavel Ramkalawan vann med 54,9 procent av rösterna presidentvalet i Seychellerna över president Danny Faure. Det är första gången som en oppositionskandidat väljs till president i öriket sedan 1977, då partiet Förenade Seychellerna (tidigare Lepep) tog makten i en kupp. Ramkalawan representerar koalitionen Demokratiska alliansen (LDS), som 2016 tog kontroll över nationalförsamlingen genom att vinna parlamentsvalet.

## Geografi

### Topografi
Seychellerna, som är ett av världens minsta länder, ligger på den norra delen av Maskarenerryggen som i likhet med Madagaskar och Indien tillhört kontinenten Gondwana och förflyttats norrut genom kontinentaldrift. De centrala öarna utgörs av cirka 45 bergiga granitöar, och utöver det finns cirka 70 yttre öar, däribland Amiranterna och Aldabraöarna, som består av korall och ligger utströdda över ett stort område. Seychellernas högsta punkt, Morne Sychellois (905 m ö. h.)  ligger på den största ön Mahé.

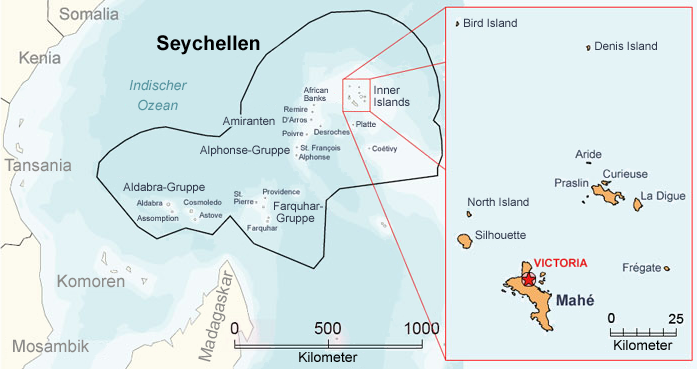
Översiktskarta
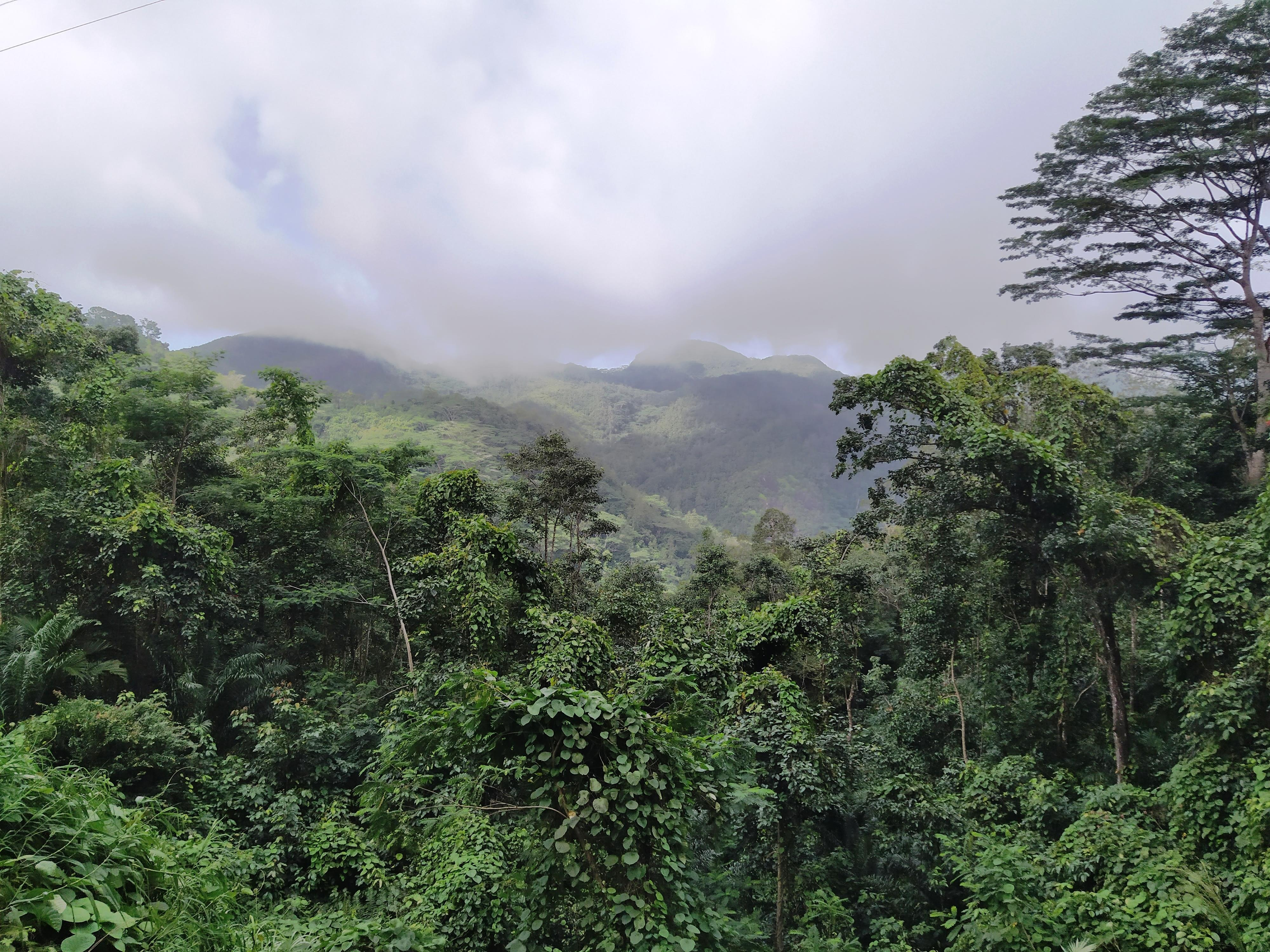
Regnskog i Morne Seychellois National Park på Mahé
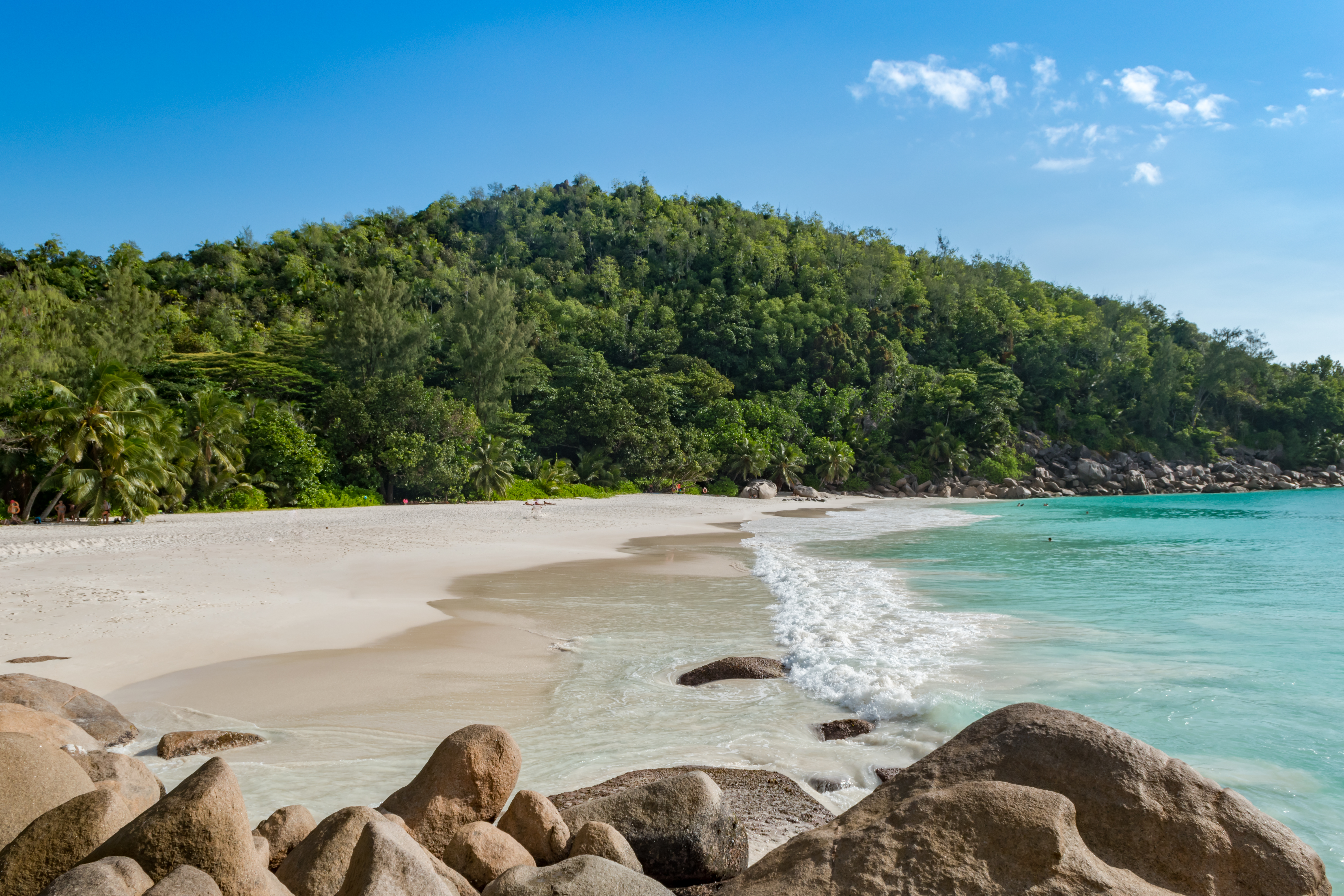
Anse Georgette, Praslin
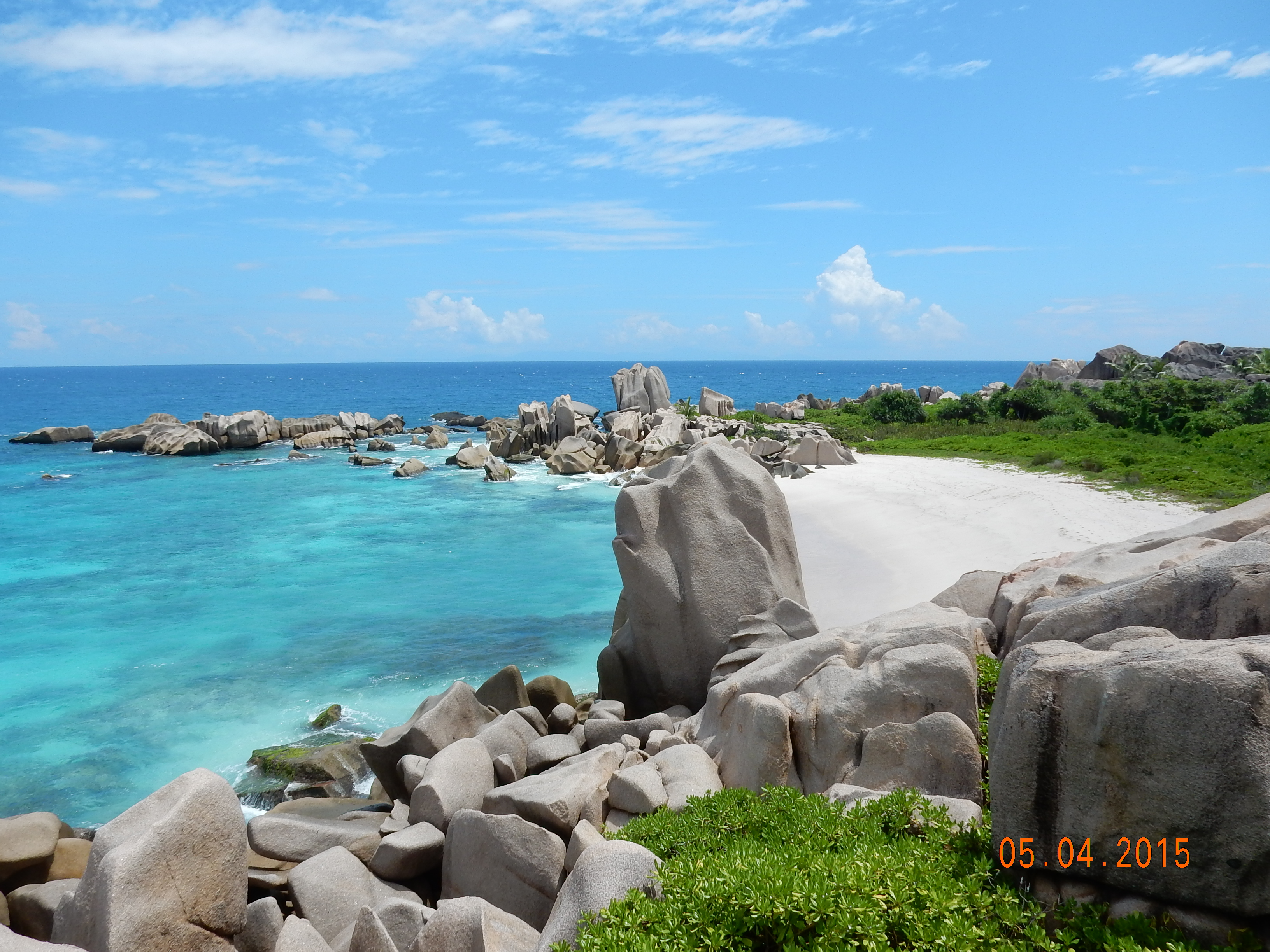
Anse Marron, La Digue
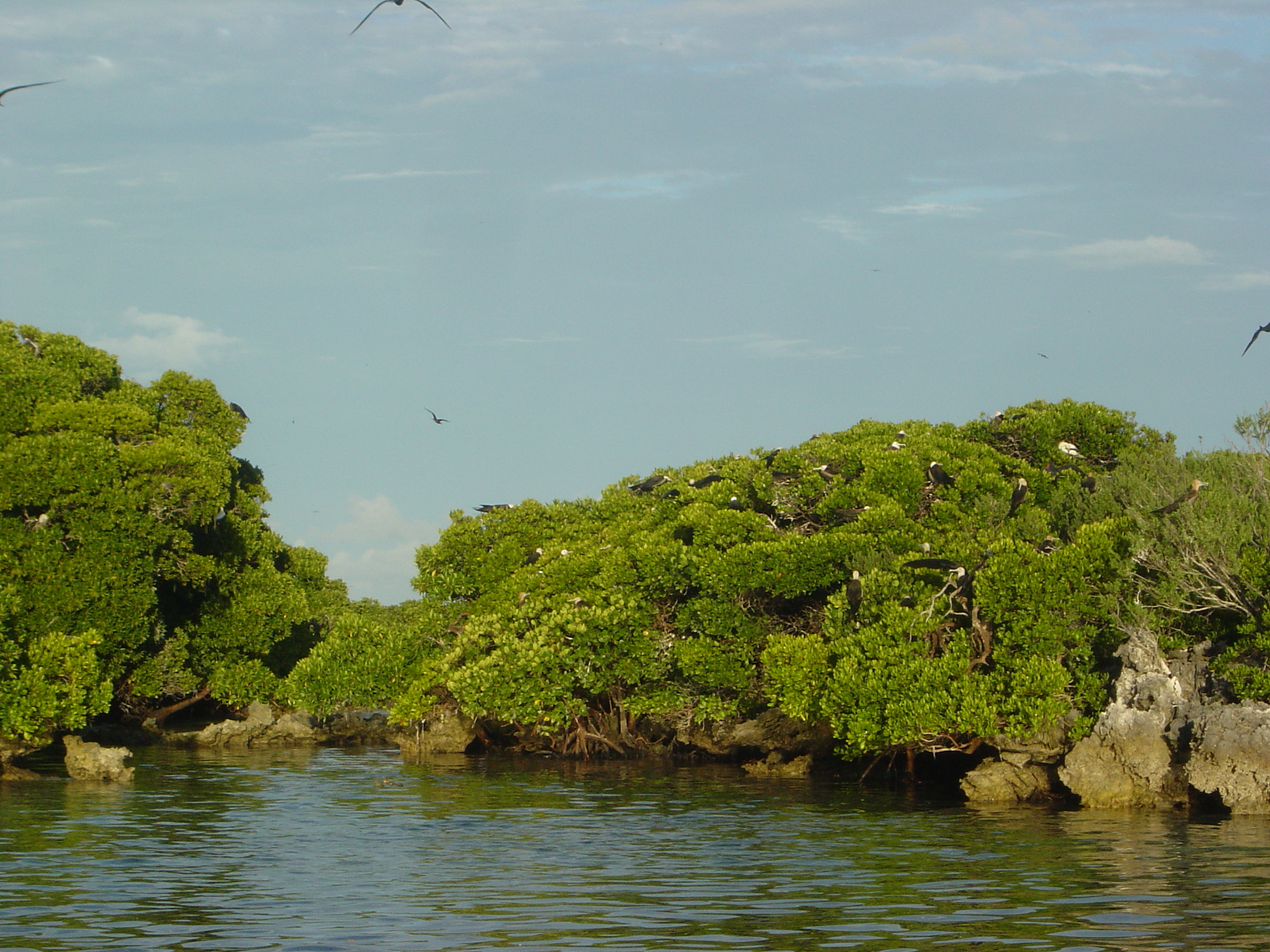
Aldabraatollen
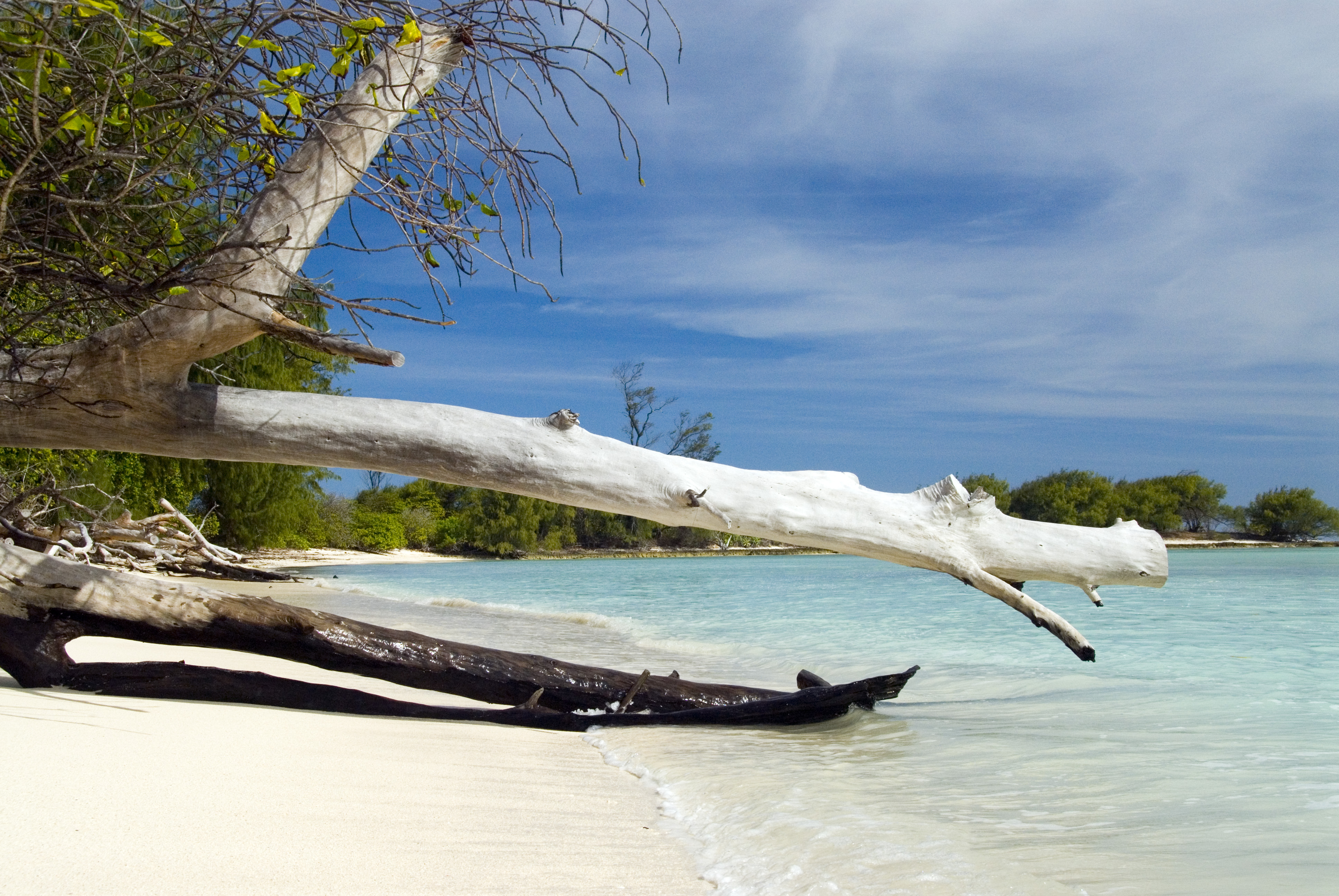
Ön Desroches i Amaranterna

### Klimat
Ögruppen har ett tropiskt klimat med utpräglad oceanisk karaktär. Medeltemperaturen ligger mellan 24 °C och 29 °C, och varierar mycket litet över dygnet. Under maj–oktober blåser sydostpassaden, medan nordostmonsunen blåser under november–april. Nederbörden på Mahé är cirka 2 300 mm per år. Nederbörden minskar söderut i ögruppen.

### Växt- och djurliv

#### Växtliv
På de större granitöarna finns palmregnskog med bland annat sex palmsläkten Lodoicea, Roscheria, Verschaffetia, Nephrosperma, Deckenia och Phoenicophorium som är endemiska, mest känd är dubbelkokosnöten. På atollöarna finns buskvegetation och på sina ställen en relativt rik flora.
Stora delar av regnskogarna har avverkats, och flera endemiska arter har minskat kraftigt, bland annat Vateria seychellarum som avverkats för sitt timmer.

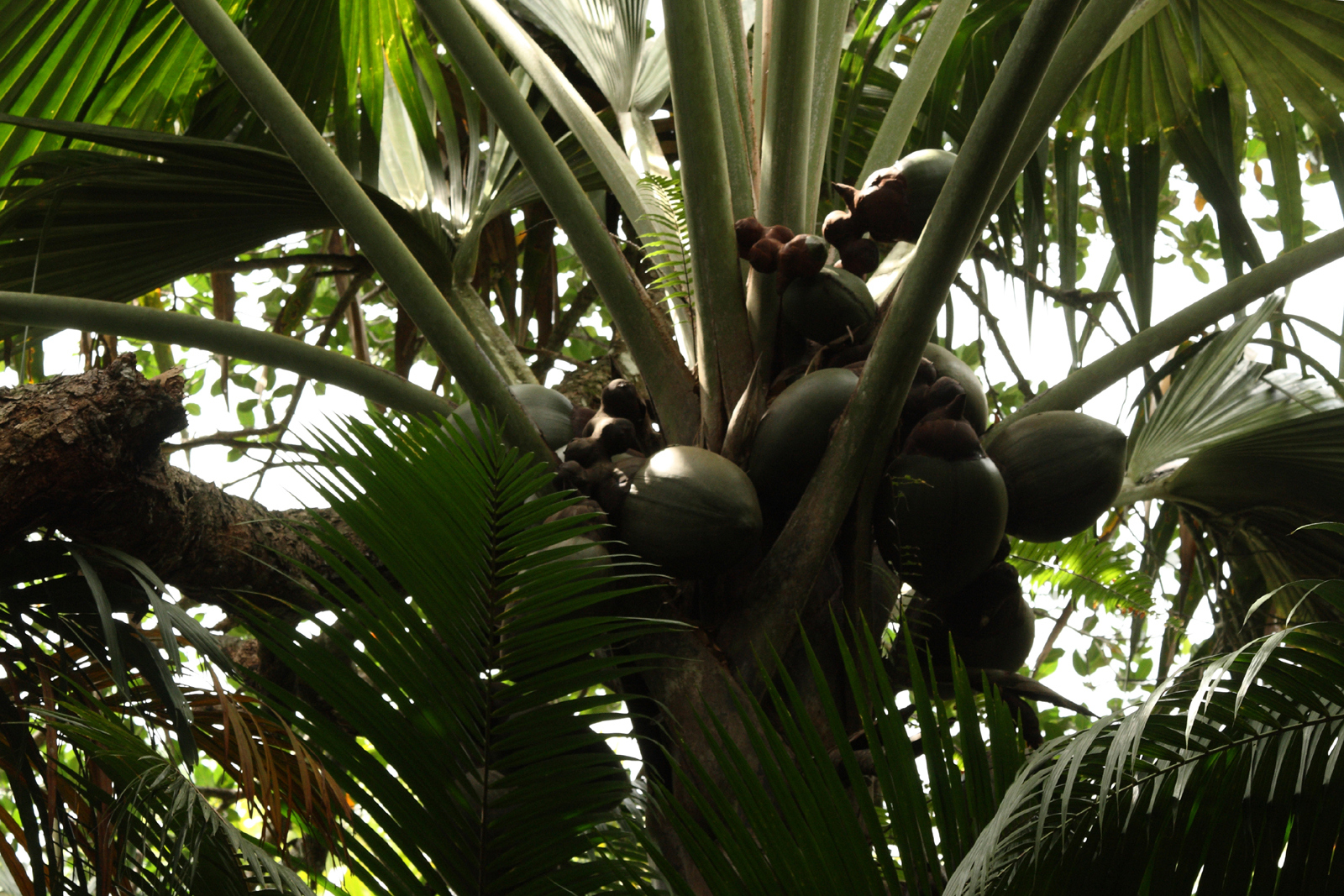
Dubbelkokosnöt Lodoicea maldivica
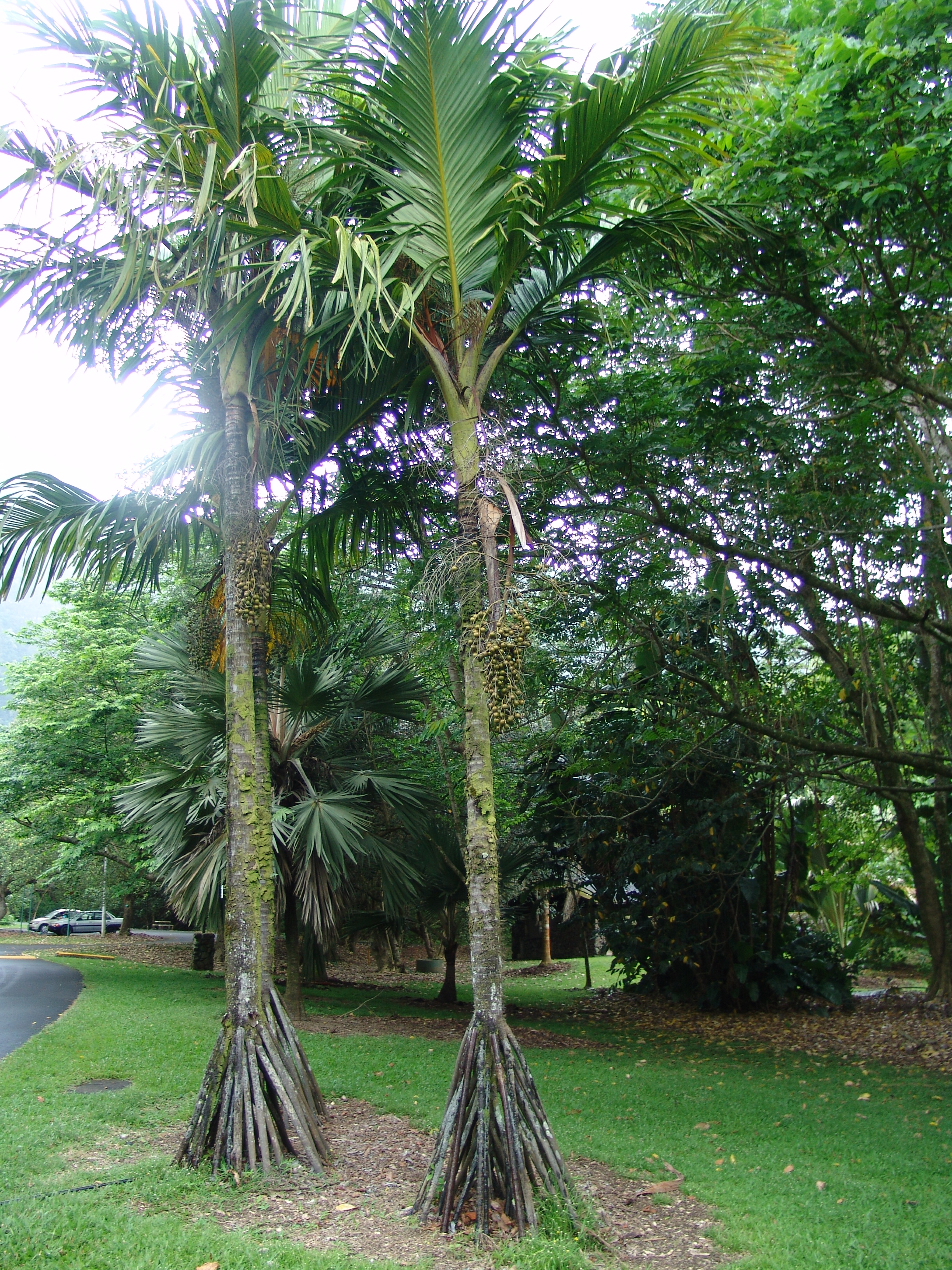
Verschaffeltia splendida
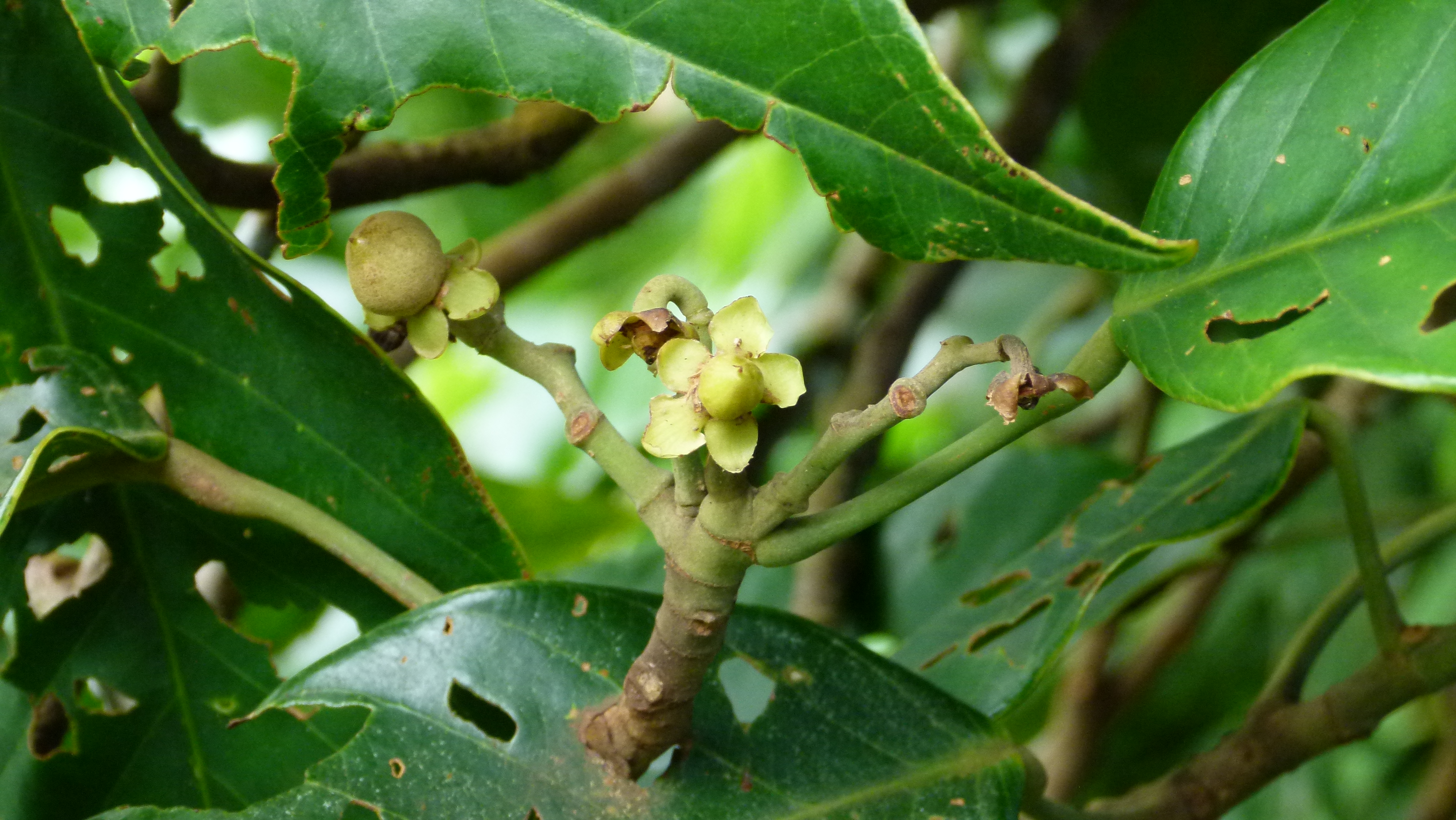
Vateria seychellarum

#### Djurliv
Två arter flyghundar är de enda inhemska däggdjuren. Ca 100 fågelarter häckar på öarna, bl.a. tropikfåglar, fregattfåglar och noddytärnor. Aldabrasköldpadda finns numera bara på Aldabraöarna. Den afrikanska sötvattenslevande pelomedusasköldpaddan finns på huvudöarna, och på några öar fortplantar sig havssköldpaddor. Familjen seychellgrodor med tre arter är endemisk.
Dugongen och deltakrokodilen försvann kort efter de första bosättarnas ankomst. Under de senaste 150 åren har två av de 16 endemiska landfågelarterna dött ut. Flera arter är hotade, framför allt av införda hundar, katter, råttor och svin samt tornuggla.

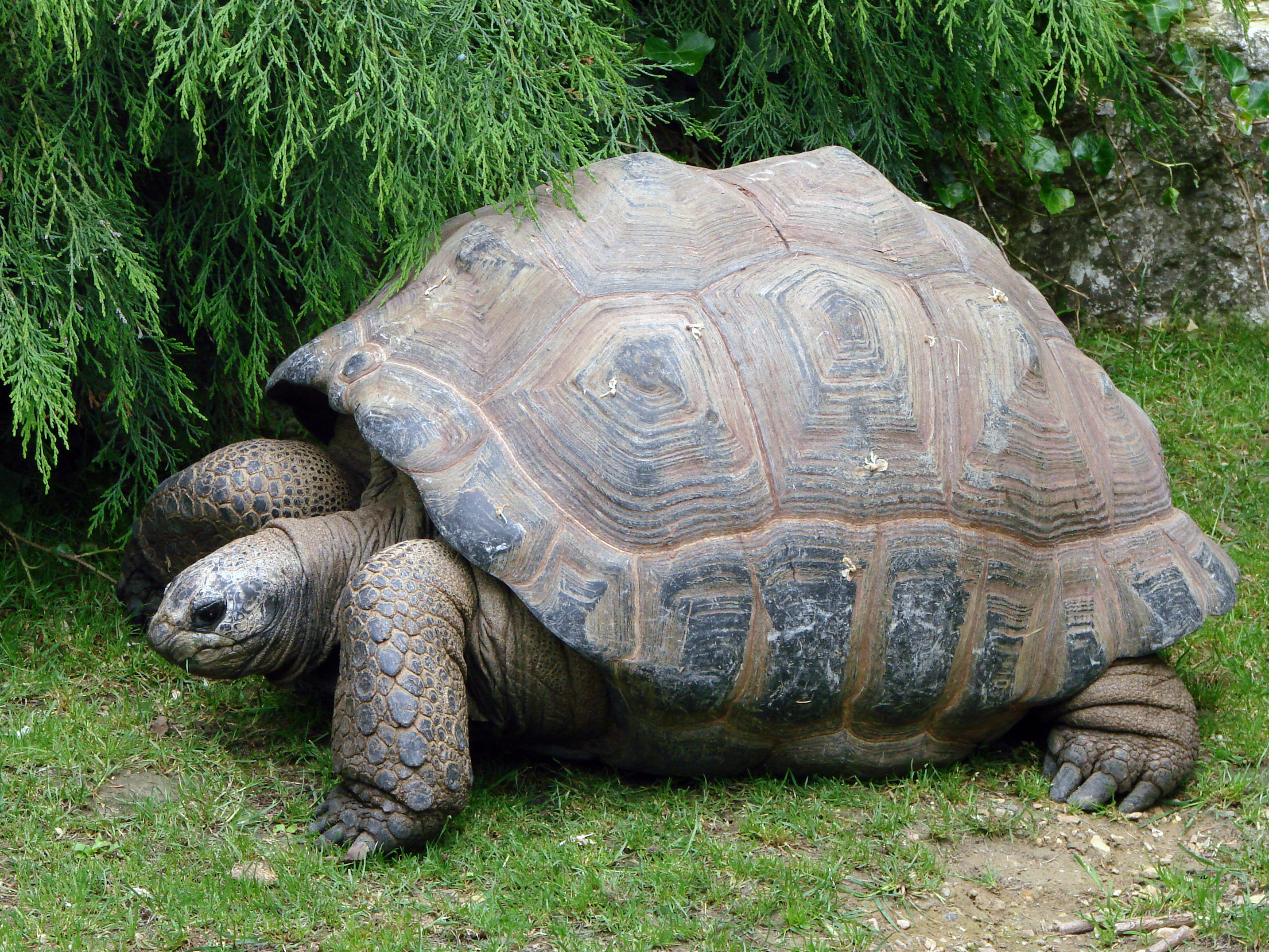
Aldabrasköldpadda Aldabrachelys gigantea
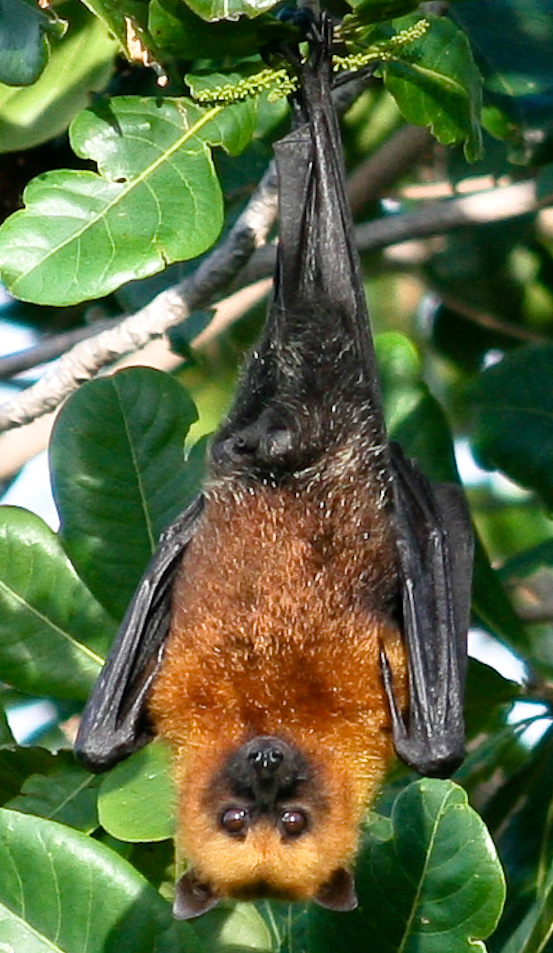
Flyghund Pteropus seychellensis
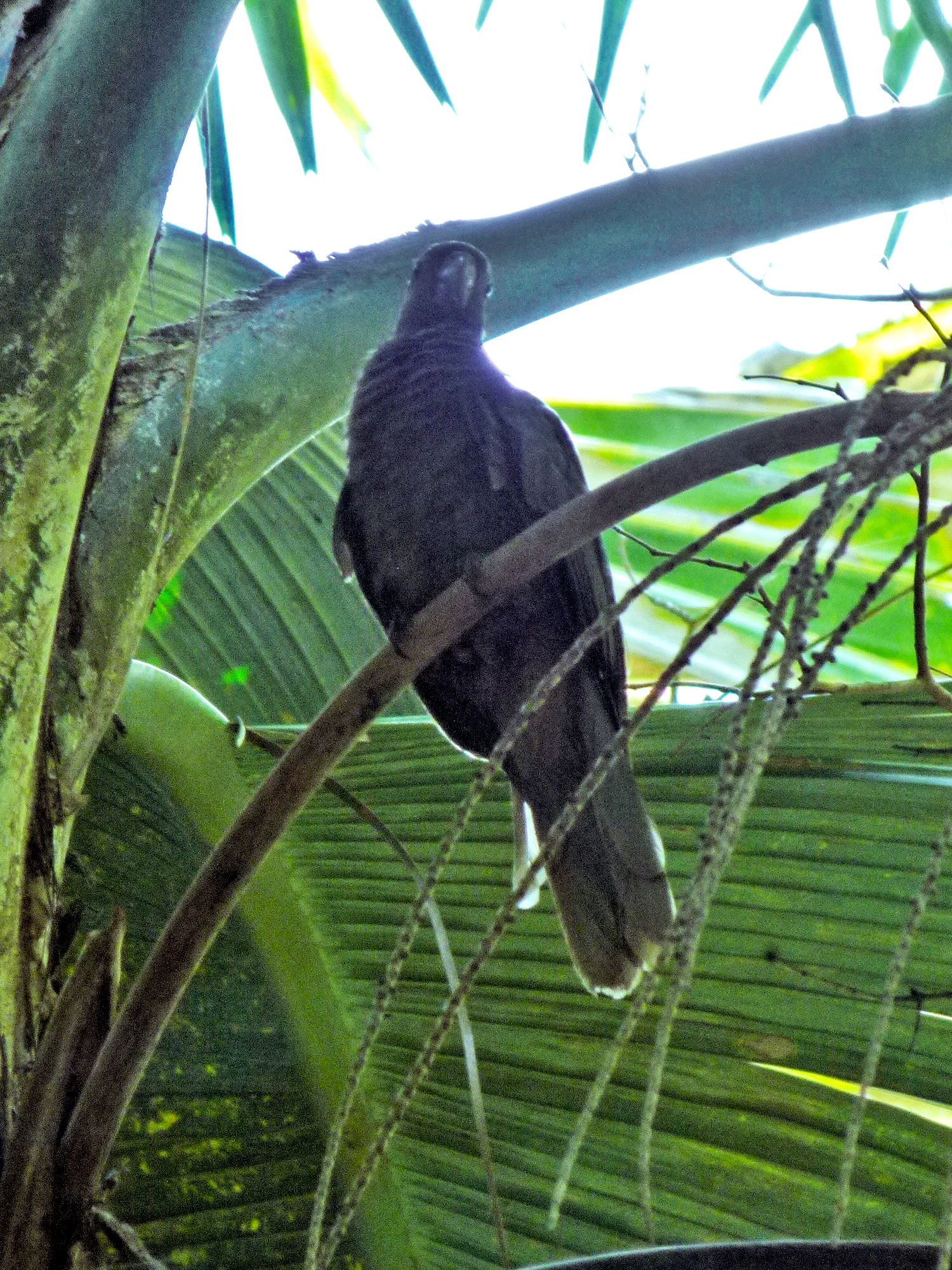
Seychellvasa- papegoja Coracopsis barklyi

### Naturskydd
Seychellerna är bland världens ledande länder när det gäller att skydda landområden för hotade arter, och avsätter 42 % av sitt territorium för bevarande. Liksom många ömtåliga ekosystem på öar, började den biologiska mångfalden på Seychellerna minska när människor först bosatte sig i området. Då försvann de flesta jättesköldpaddorna från granitöarna, avverkningen av kustnära och mellanliggande skogar började, liksom utrotandet av arter som t.ex. som marianneglasögonfågeln, seychellparakiten och saltvattenkrokodilen. Men utrotandet var mycket mindre än på öar som Mauritius eller Hawaii, delvis på grund av en kortare period av mänsklig ockupation. Seychellerna är idag kända för sin framgång när det gäller att skydda floran och faunan. Den sällsynta Seychellvasapapegojan, landets nationalfågel, är nu fridlyst.
Sötvattenkrabbsläktet Seychellum är endemiskt för Seychellerna, och ytterligare 26 arter av krabbor och fem arter av eremitkräftor lever på granitöarna. Från år 1500 fram till mitten av 1800-talet (ungefär) dödades den då tidigare okända aldabrajättesköldpaddan för att bli föda åt pirater och sjömän, vilket drev deras antal nästan till utrotning. Idag lever en frisk men ändå bräcklig population på 150 000 sköldpaddor enbart på atollen Aldabra, som förklarats som ett världsarv av Unesco. Dessutom kan dessa ålderdomliga reptiler hittas i många djurparker, botaniska trädgårdar och privata samlingar internationellt. Deras skydd mot tjuvjakt och smuggling övervakas av CITES, medan avel i fångenskap avsevärt har minskat den negativa effekten på de återstående vilda populationerna. Seychellerna stödjer tre bevarade arter av Aldabrachelys gigantea hololissa , Seychellernas jättesköldpadda.

## Styre och politik
Seychellerna är en republik enligt författningen från 1993 som antogs i en folkomröstning. Presidenten väljs i allmänna val och kan sitta i upp till två mandatperioder om fem år. Presidenten är statschef, regeringschef och överbefälhavare. Presidenten utser regeringen och vissa tjänstemän och domare. Parlamentet, Assemblée Nationale, har upp till 35 ledamöter där 25 ledamöter tillsätt i majoritetsval i enmansvalkretsar resten fördelas mellan partier som fått minst 10 procent av rösterna. Efter valet 2016 hade parlamentet 33 ledamöter vara sju var kvinnor.
Parti Lepep var mellan 1978 och 1991 det enda tillåtna partiet och är fortfarande det största partiet. Linyon Demokratik Seselwa ('Seychellernas demokratiska allians'), bildades inför valet 2006 av Seychelles National Party och fyra mindre partier, fick 19 av 33 mandat medan Parti Lepep fick endast 14.
Seychellerna är indelat i 25 administrativa distrikt.

## Ekonomi och infrastruktur
Sedan självständigheten har BNP per capita ungefär sjudubblats, och önationen ligger sedan början av millenniet i mellanskiktet om man rankar jordens länder efter välfärd. Den viktigaste anledningen är expansionen av turismen, som sysselsätter ungefär 26 % av arbetskraften och står för minst 55 % BNP. I övrigt produceras produkter av tonfisk. kokosnötter, vanilj och kanel. Myndigheterna försöker minska beroendet till turism genom att främja finansiella tjänster, kommunikation och förnyelsebar energi.

### Infrastruktur

#### Transporter

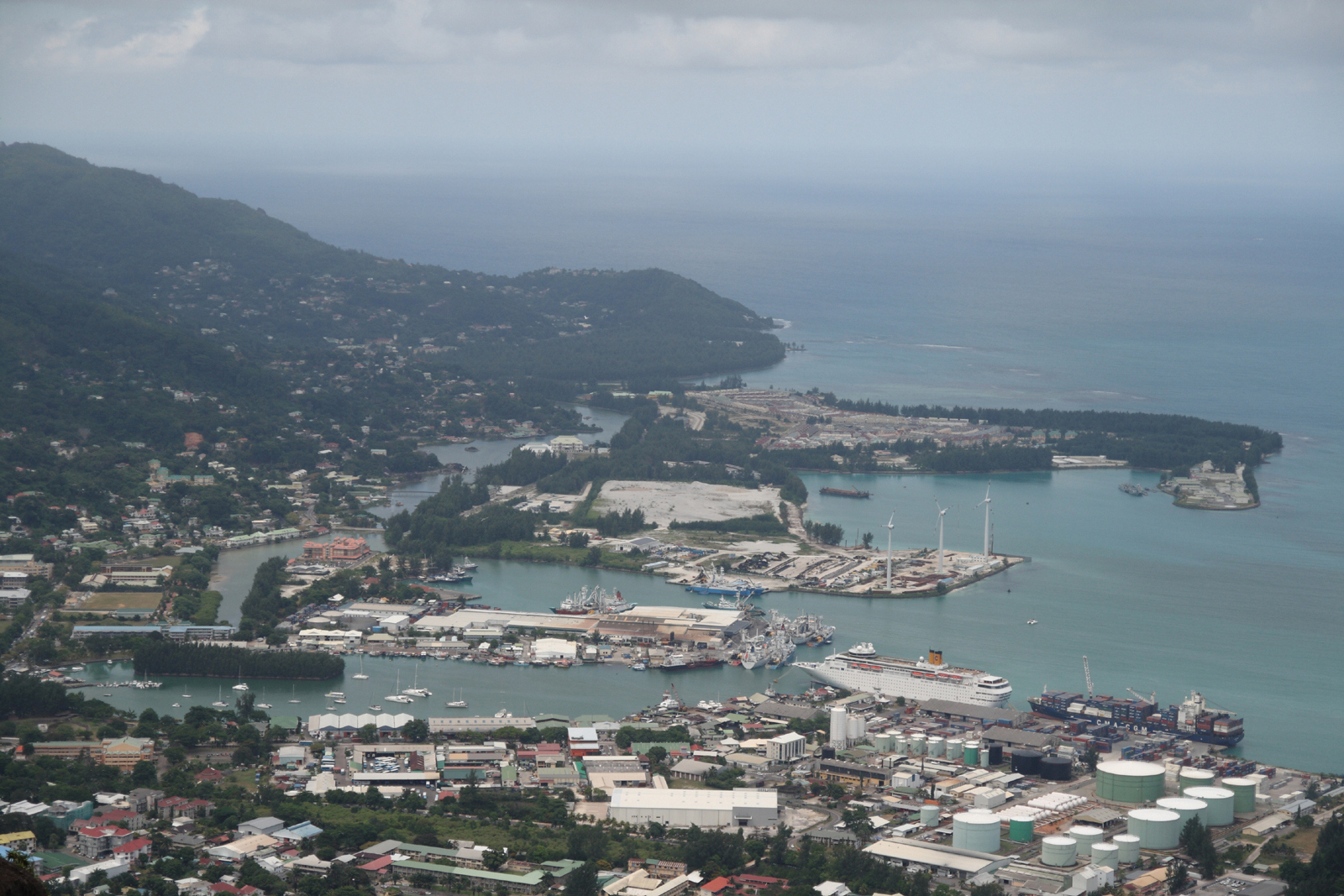
Victorias hamn.

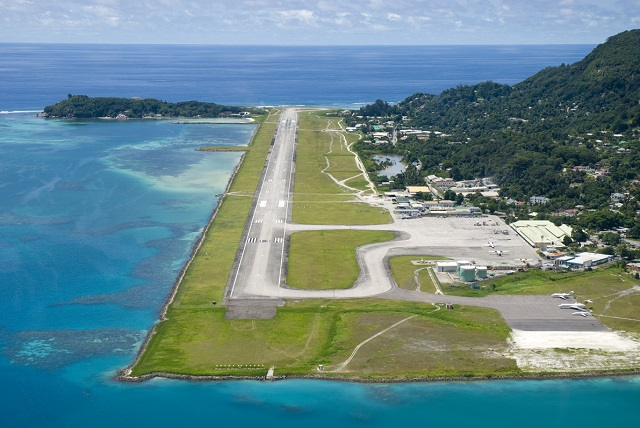
Seychellernas Internationella flygplats på Mahé.

I huvudstaden Victoria finns en djuphamn som årligen betjänar mer än 900 fartyg. Ögruppen har båtförbindelser med Mombasa i Kenya. Öarna Mahé, Praslin och La Digue knyts samman med färjeförbindelser.
Den internationella flygplatsen på Mahé utanför Victoria trafikeras av Air Austral, Air France, Air Seychelles, British Airways, Condor, Emirates, Ethiopian Airlines, Kenya Airways, Srilankan Airlines, Turkish Airlines, Qatar Airways.
Flygplatsen på Praslin trafikeras av Air Seychelles som flyger mellan Mahé och Praslin.
År 2010 var vägnätet 500 km, och det är koncentrerat till huvudön Mahé.

## Befolkning

### Demografi
Seychellerna har en befolkningstäthet av 216 invånare per km2 (2019). 

#### Urbanisering

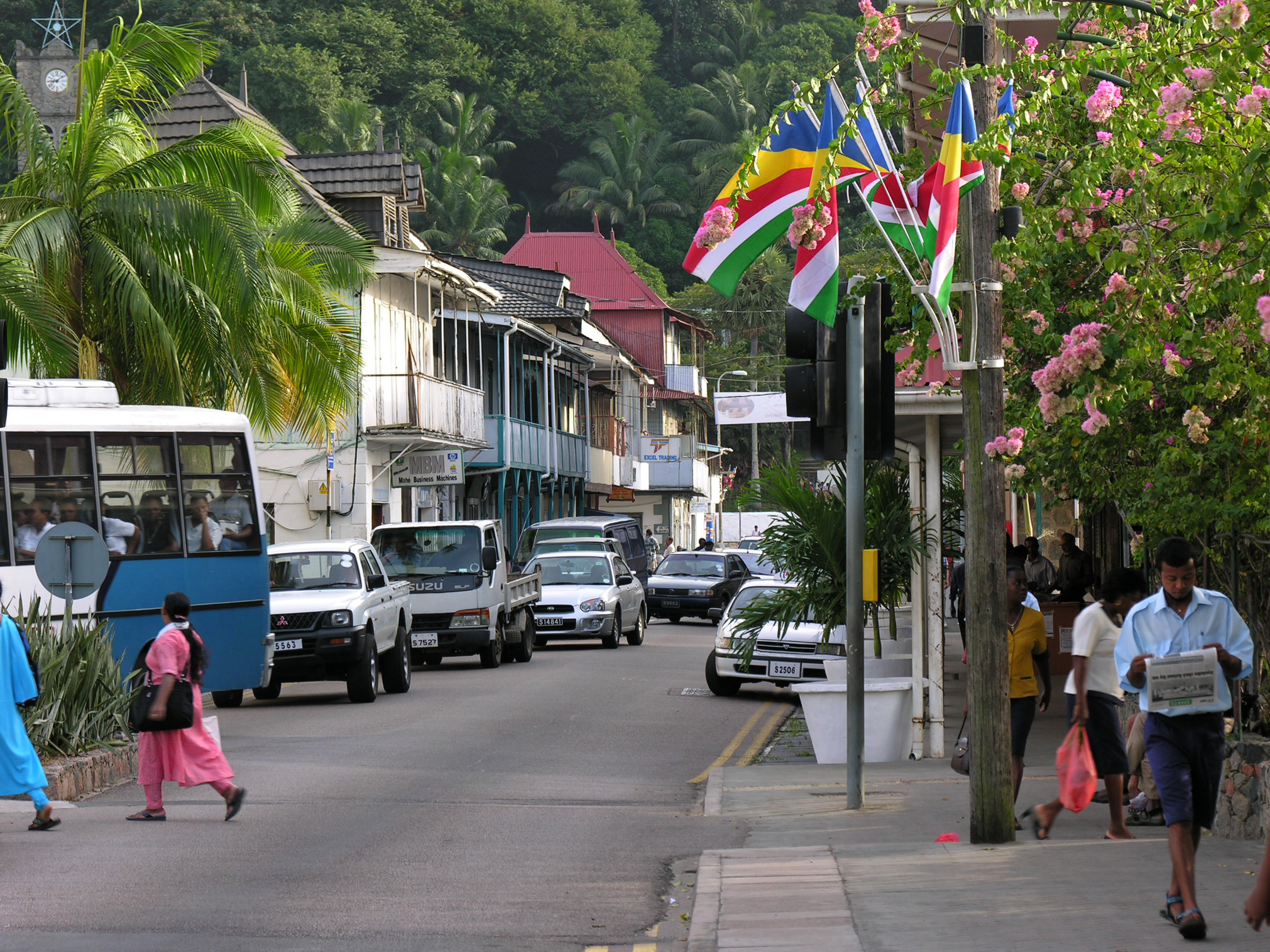
Gata i Victoria, Mahé.

Befolkningen är koncentrerad till några få öar (i huvudsak Mahé, och Praslin). På Mahé bor cirka 90 procent av invånarna och Victoria är den dominerande staden. Seychellerna har en låg befolkningstillväxt (0,9%) jämfört med andra afrikanska länder

#### Minoriteter
Närmare 90 procent av befolkningen är kreoler, bland annat ättlingar till europeiska invandrare, afrikanska slavar och i någon mån asiater.

### Språk
Befolkningen talar seychellisk kreol (seselwa), som är baserad på franskan. Seychellisk kreol är officiellt språk tillsammans med engelska och franska.

### Religion

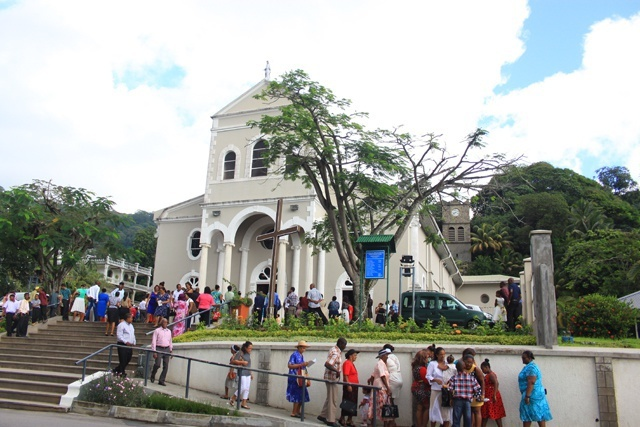
Cathedral of the Immaculate Conception i Victoria, Mahé.

Nästan 90% av befolkningen är kristen.

## Kultur

### Massmedier
Pressen på Seychellerna är under statlig kontroll och regeringsorganet Seychelles Nation är den enda dagstidningen.
Seychelles Broadcasting Corporation, som fram till 1992 var statligt, sänder radio och TV. men det finns även en privat radio som sänder religiösa program.

## Internationella rankningar
| Organisation                                | Undersökning                   | Rankning  |
| ------------------------------------------- | ------------------------------ | --------- |
| Heritage Foundation/The Wall Street Journal | Index of Economic Freedom 2019 | 87 av 180 |
| Reportrar utan gränser                      | Pressfrihetsindex 2019         | 69 av 180 |
| Transparency International                  | Korruptionsindex 2018          | 28 av 180 |
| FN:s utvecklingsprogram                     | Human Development Index 2018   | 62 av 189 |